# Oxytropis schachimardanica
Oxytropis schachimardanica là một loài thực vật có hoa trong họ Đậu. Loài này được Filim. miêu tả khoa học đầu tiên.